# 吉田鋼太郎
吉田鋼太郎（1959年1月14日—），日本男演員。東京都出身，活躍於舞台劇、電影和電視劇等戲劇領域。經紀公司為Horipro。

## 作品列表

### 電視劇
- 無間雙龍
- 花子與安妮
- 大叔的愛
- 卡拉馬佐夫兄弟
- Doctor-X
- 有喜歡的人
- 刑警七人
- 東京傷情故事
- 真田丸
- 半澤直樹
- 我是大哥大!!
- 傲骨贤妻

### 電影
- 第三度殺人 飾 攝津大輔
- 乒乓情人夢 飾 山下 誠一郎
- 愛上謊言的女人（日语：嘘を愛する女） 飾 海原匠
- 大叔之愛電影版 飾 黑澤武藏
- 賭博默示錄3：最終遊戲 飾 黒崎義裕
- 寬鬆世代又怎樣：INTERNATIONAL 飾 麻生嚴
- 帝一之國
- 【我推的孩子】（2024年12月20日，東映） 飾演 齊藤壹護

### 動畫電影
- 胡桃鉗（2014年11月29日，ASMIK ACE） 飾演 國王
- 電影哆啦A夢：大雄的月球探測記（2019年3月1日，東寶） 飾演 迪亞波羅
- 勇者鬥惡龍 你的故事（2019年8月2日，東寶） 飾演 ゲマ
- 魯邦三世 THE FIRST（2019年12月6日，東寶） 飾演 蘭貝爾
- 劇場版新幹線戰士：來自未來的神速ALFA-X（2019年12月27日，東寶映像事業部） 飾演 柯克里夫
- 無盡的史嘉萊特（2025年11月21日，東寶） 飾演 ヴォルティマンド[1]

### 網路劇
- 田中圭 24小時電視（日语：田中圭24時間テレビ）（2018年12月15日 - 16日、AbemaTV）[2]
- 【我推的孩子】（2024年12月20日，Amazon Prime Video） 飾演 齊藤壹護

## 註解
1. ↑  . Comic Natalie. 2025-07-16  [2025-07-16] （日语）.
2. ↑  . modelpress. 2018-12-05  [2018-12-05]. （原始内容存档于2018-12-06） （日语）.